# Palpares cognatus
Palpares cognatus is een insect uit de familie van de mierenleeuwen (Myrmeleontidae), die tot de orde netvleugeligen (Neuroptera) behoort. 
Palpares cognatus is voor het eerst wetenschappelijk beschreven door Rambur in 1842.